# Île volcanique et tunnels de lave de Jeju
L’île volcanique et tunnels de lave de Jeju est un site naturel situé en Corée du Sud qui a été classé au patrimoine mondial en 2007.
Jeju-do est une île volcanique, à 85 kilomètres au sud des côtes continentales de Corée du Sud. C'est à la fois la plus grande île et la plus petite province de Corée du Sud avec une superficie de 1 846 km2.
Un élément central de l'île de Jeju est le volcan éteint Hallasan, la plus haute montagne en Corée du Sud, qui s'élève à 1 950 mètres d'altitude. Le volcan principal compte 360 volcans satellites. L'activité volcanique de Jeju a commencé à peu près au Crétacé et a duré jusqu'au début de l'ère tertiaire (Cénozoïque). La dernière activité volcanique enregistrée date d'environ 800 ans. L'île est couverte de roches et de terres volcaniques produites par Hallasan. Au sommet du volcan se trouve un cratère nommé Baengnokdam avec un lac, formé il y a plus de 25 000 ans.

## Tunnels de lave
La valeur scientifique de Jeju se situe notamment dans son vaste réseau de tunnels de lave (également connu sous le nom de volcans latéraux ou d’oreum en coréen). Ces conduits naturels par où le magma se jetait autrefois sont maintenant des grottes vides qui sont parmi les plus grandes du monde,. Les grottes offrent des possibilités de recherche scientifique et sont également des destinations touristiques populaires. Au large des côtes de la ville de Seogwipo se trouve une vaste ceinture de roches en forme de colonnes qui sont des exemples de la beauté naturelle de Jeju.
Il y a sur l'île de Jeju 59 tunnels de lave connus. L'ensemble des tunnels représente une longueur d'au moins 42 kilomètres, et huit tunnels mesurent plus d'un kilomètre,.
Le tunnel nommé Billemot (dans la langue de Jeju, bille veut dire « pierre plate » et mot est « étang » en coréen), possède un important réseau de galeries sur plus de 11 kilomètres et l'un des tunnels de lave les plus importants au monde,. Billemot possède aussi une particularité rare pour un tunnel de lave, l'une des stalagmites les plus larges qui existent (68 cm) avec une longueur de 28 centimètres ; ce tunnel n'est pas ouvert au public.
Manjang-gul est un tunnel de lave de plus de 8 kilomètres de longueur, découvert en 1958 dans la municipalité de Gujwa à l'est de la ville de Jeju. Depuis 1976 il peut être en partie visité. Il contient de nombreuses colonnes de lave aux formes spectaculaires.

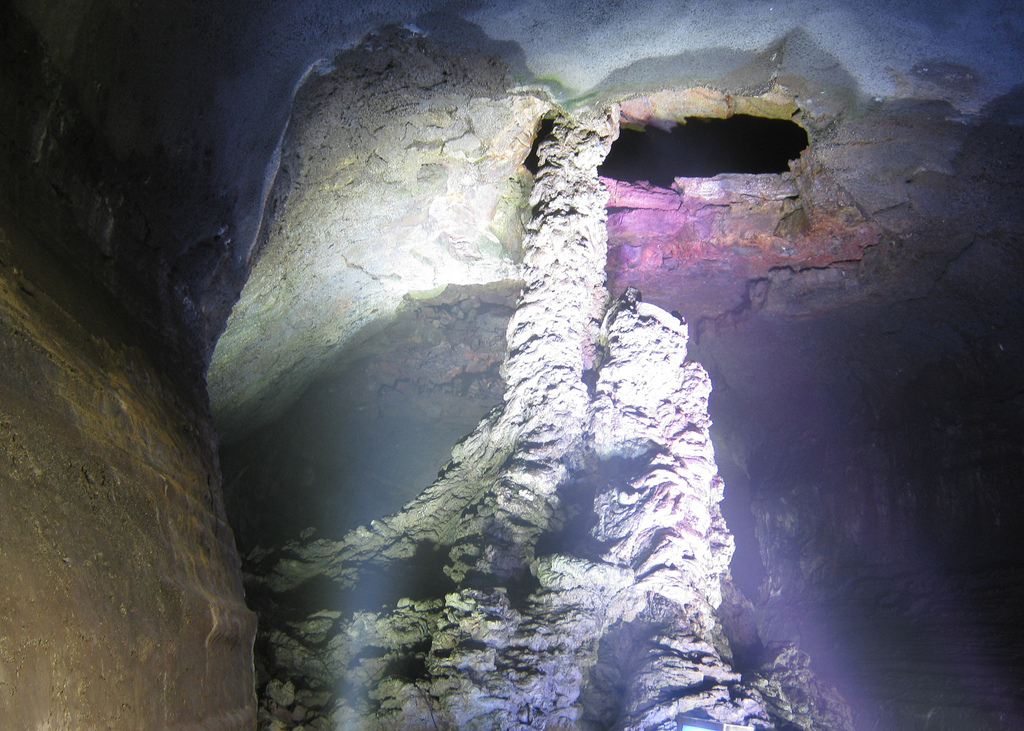
La plus grande stalagmite de lave au monde, grotte de Manjang-gul
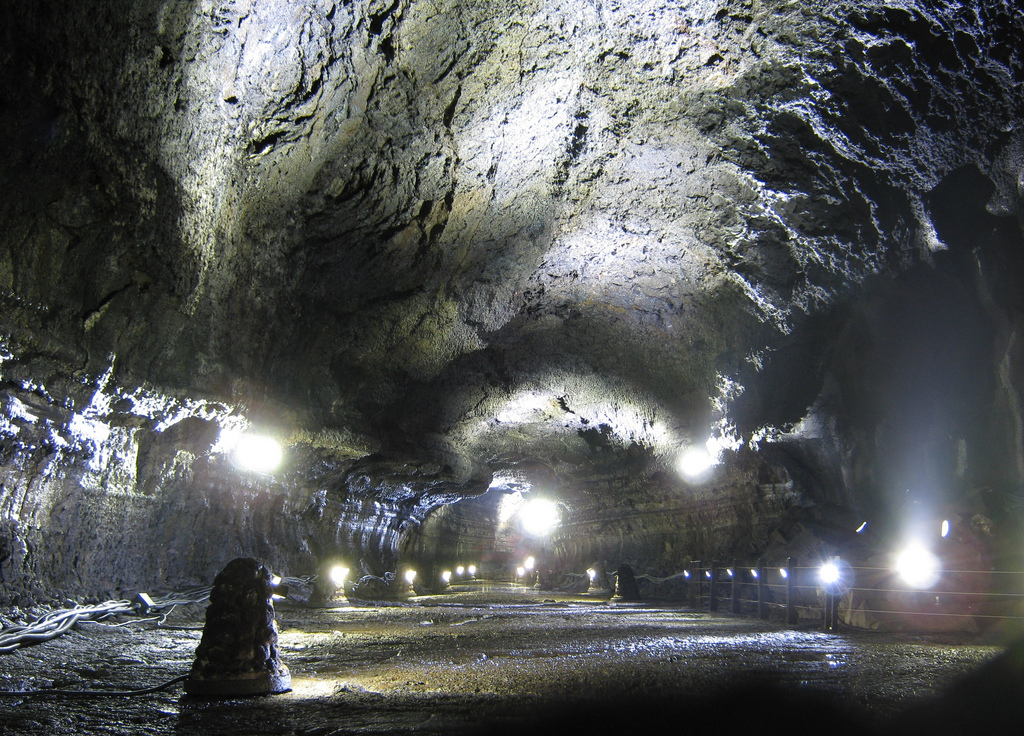
Le tube de lave de Manjanggul
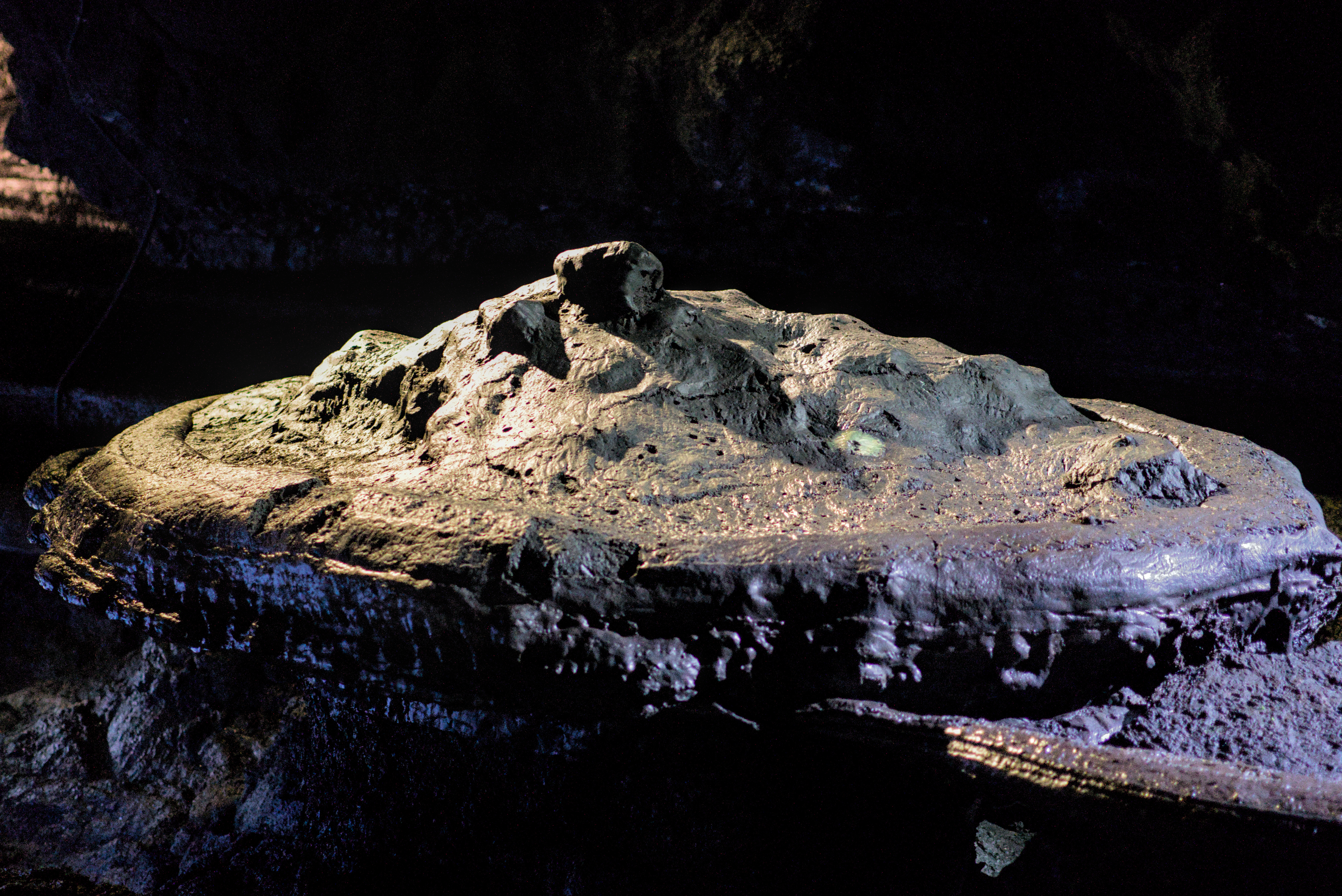
Îlot de lave créée par contournement de la lave autour de zones plus dures
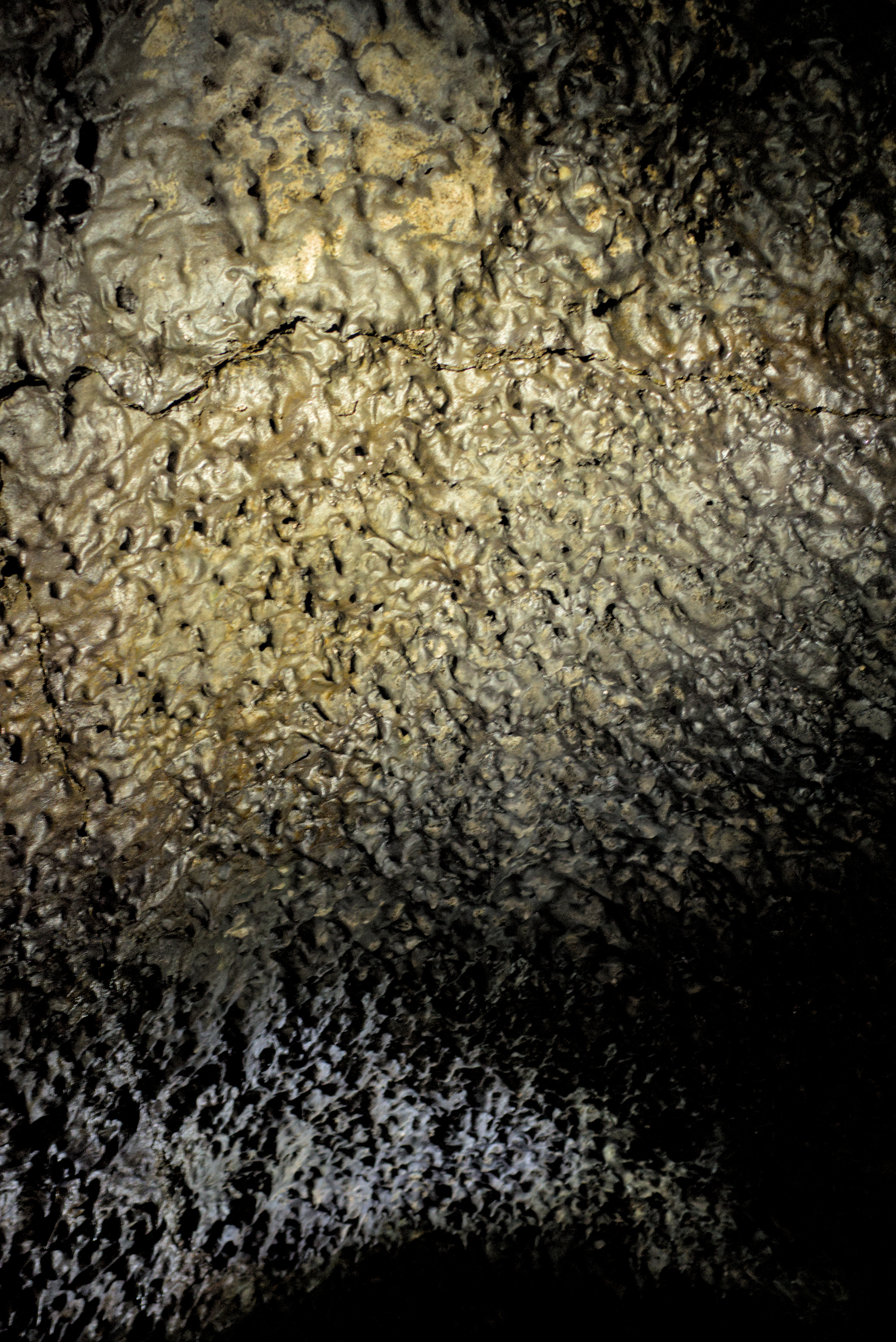
Plafond du tunnel de lave : mini stalactites de roche fondue
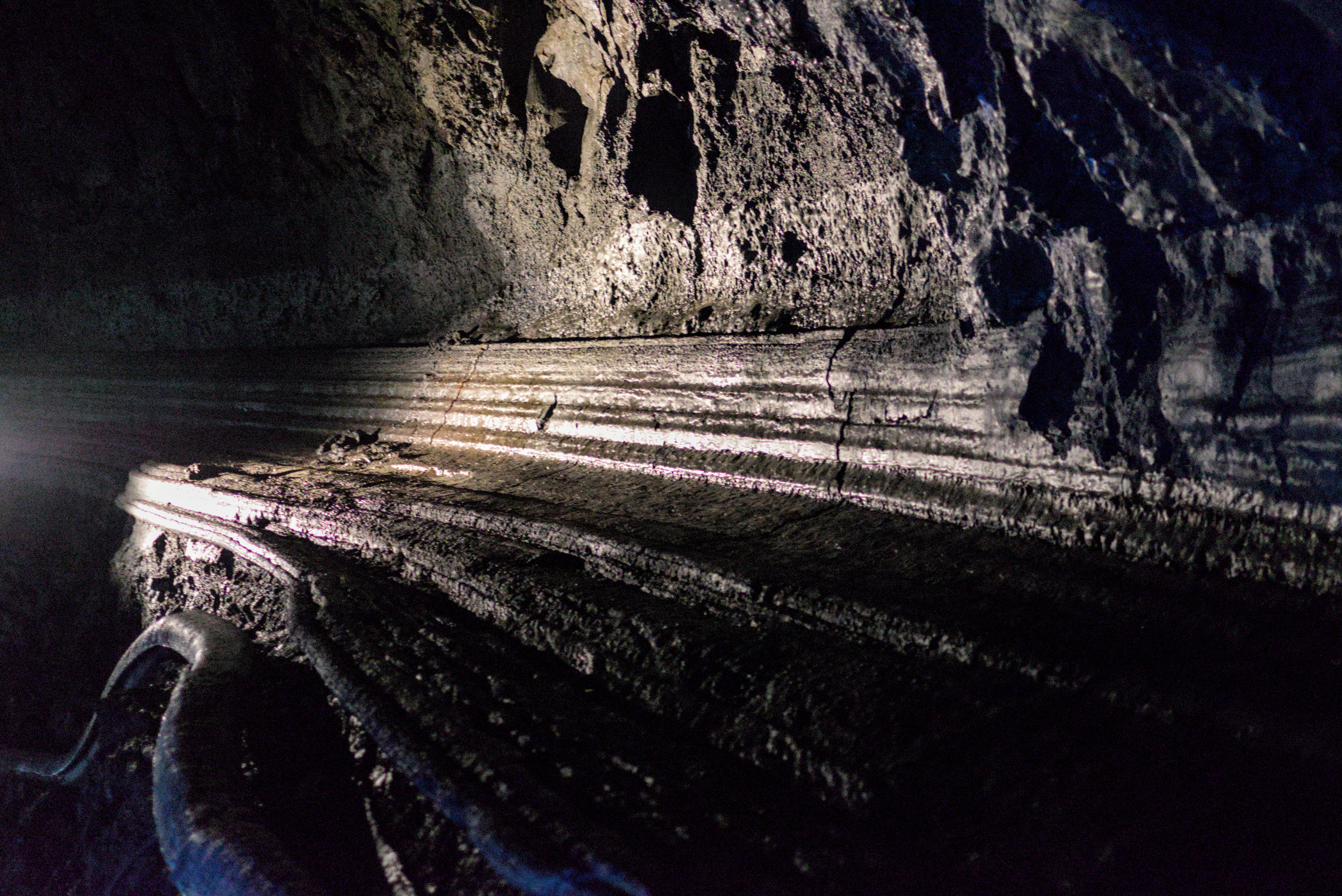
Gradins créés par les retraits et refroidissements successifs de la lave